# Хише
Хише (чеш. Chyše) град је у Чешкој Републици. Град се налази у управној јединици Карловарски крај, у оквиру којег припада округу Карлове Вари.

## Становништво
Према подацима о броју становника из 2014. године град је имао 580 становника.